# Oskar Perron
Oskar Perron, född 7 maj 1880, död 22 februari 1975, var en tysk matematiker som gav många bidrag angående differentialekvationer.